# Novobelokataj
Novobelokataj (in russo Новобелокатай?; in baschiro Яңы Балаҡатай) è un villaggio della Russia europea orientale, situato nella Repubblica autonoma della Baschiria; appartiene al rajon Belokatajskij, del quale è il centro amministrativo.
Il villaggio si trova ai piedi degli Urali sul fiume Bol'šoj Ik alla confluenza dell'affluente Vaselga.